# Anne, ma sœur Anne
 (novembre 2018).
Si vous disposez d'ouvrages ou d'articles de référence ou si vous connaissez des sites web de qualité traitant du thème abordé ici, merci de compléter l'article en donnant les références utiles à sa vérifiabilité et en les liant à la section « Notes et références ».
Albums de Louis Chedid
Panique organisée
(1983) Bizar
(1988)
Anne, ma sœur Anne est le huitième album de Louis Chedid sorti en 1985 et paru chez Virgin, dont la chanson-titre, dénonce le retour de l'idéologie nazie — pour autant qu'elle ait jamais disparu depuis le régime de Vichy — dans la société française, en s'adressant fictivement à Anne Frank, l'auteur du Journal.
« Anne, ma sœur Anne
J'aurais tant voulu te dire, petite fille martyre
Anne, ma sœur Anne
Tu peux dormir tranquille
Elle reviendra plus la vermine »
Cette chanson s'avère être la plus emblématique de l'album en marquant les esprits du public. Elle sera publiée en single. Le choix du titre de la chanson titre de l'album est un emprunt au conte La Barbe bleue.
Une autre chanson, God Save the Swing, sera publiée en 45 tours.

## Titres
| No | Titre                             | Auteur                       | Durée |
| -- | --------------------------------- | ---------------------------- | ----- |
| 1. | Anne, ma sœur Anne                | Louis Chedid                 | 3:50  |
| 2. | Photos de plage                   | Louis Chedid                 | 3:45  |
| 3. | Du mauvais côté                   | Louis Chedid                 | 3:40  |
| 4. | Qu'est-ce que j'vous sers ?       | Louis Chedid                 | 3:59  |
| 5. | Loin d'ici, bien ailleurs         | Louis Chedid, Michel Cœuriot | 3:42  |
| 6. | Ce soir, c'est Noël               | Louis Chedid                 | 3:18  |
| 7. | Taxi-Boy                          | Louis Chedid, Michel Cœuriot | 3:13  |
| 8. | God Save the Swing                | Louis Chedid                 | 3:41  |
| 9. | Anne, ma sœur Anne (instrumental) | Louis Chedid                 | 1:46  |